# Cruzcampo

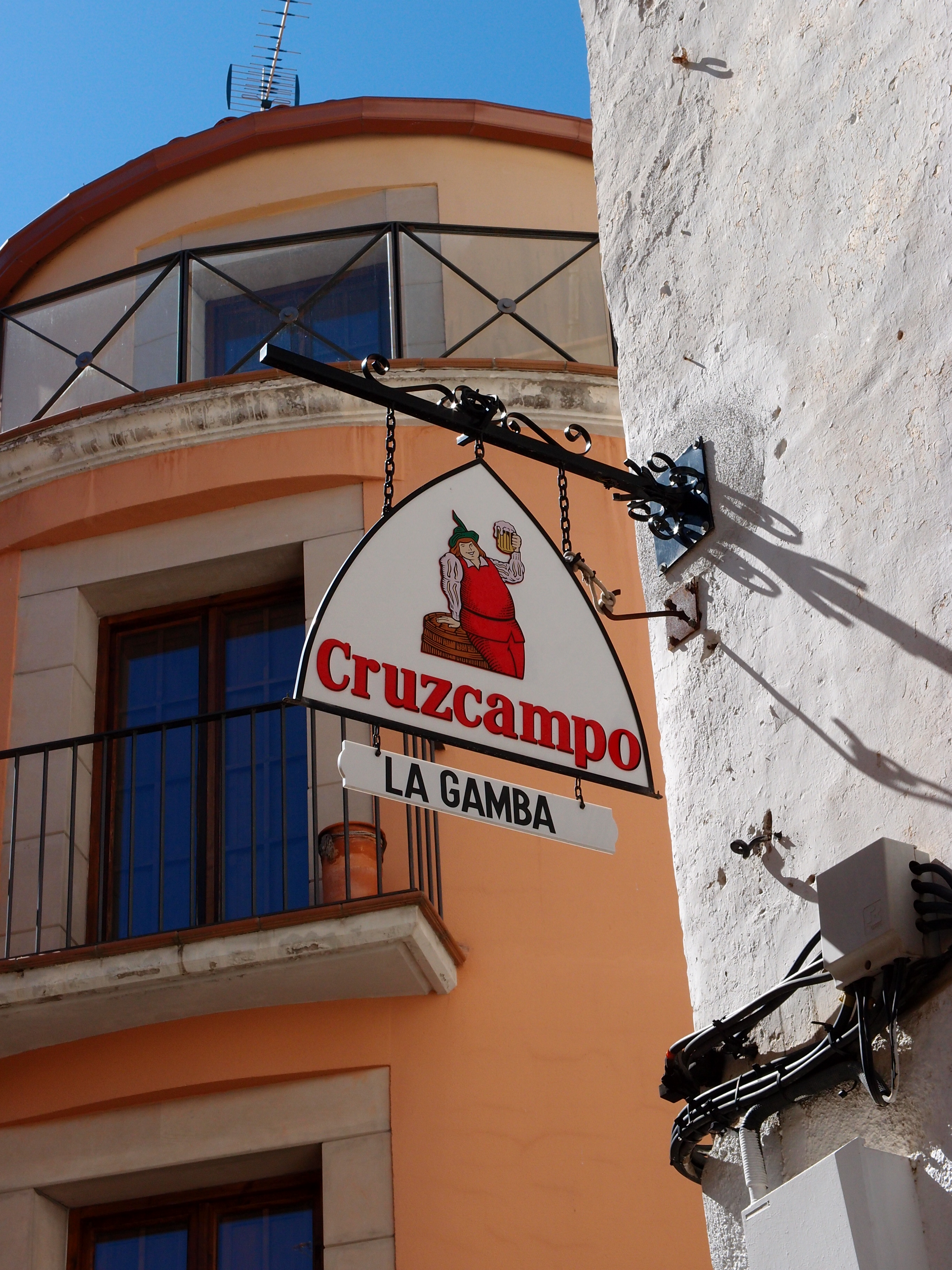
Cruzcampo-Schild in Tossa de Mar

Cruzcampo ist eine spanische Brauerei in Sevilla und der Sitz der Heineken España S.A.

## Geschichte
Im Jahre 1904 gründeten Roberto und Tomás Osborne Guezala in Sevilla unter dem Namen La Cruz del Campo (übersetzt: das Kreuz vom Feld, benannt nach einem nahegelegenen und in einem kleinen Tempel als Heiligtum verehrten Kreuz) eine Brauerei. 1926 wurde der legendäre Bierkönig Gambrinus als offizielles Unternehmenslogo der nun in Cruzcampo umbenannten Firma gewählt. 
1990 wurde Cruzcampo von der britischen Guinness-Brauerei gekauft. Im Jahr 2000 folgte dann die Übernahme von Cruzcampo durch Heineken. Heute bildet das Unternehmen zusammen mit der spanischen Brauerei El Águila die Firmengruppe Heineken España, die den gesamten spanischen Biermarkt beliefert.

## Biersorten
- Cruzcampo (4,8 %)
- Cruzcampo Cruzial (5,9 %)
- Cruzcampo Gran Reserva (6,4 %)
- Shandy Cruzcampo (0,9 %)
- Cruzcampo Sin (0,9 %)
- Cruzcampo Radler (2,2 %)
- Cruzcampo Especial Navidad (Saisonal)

## Fotos

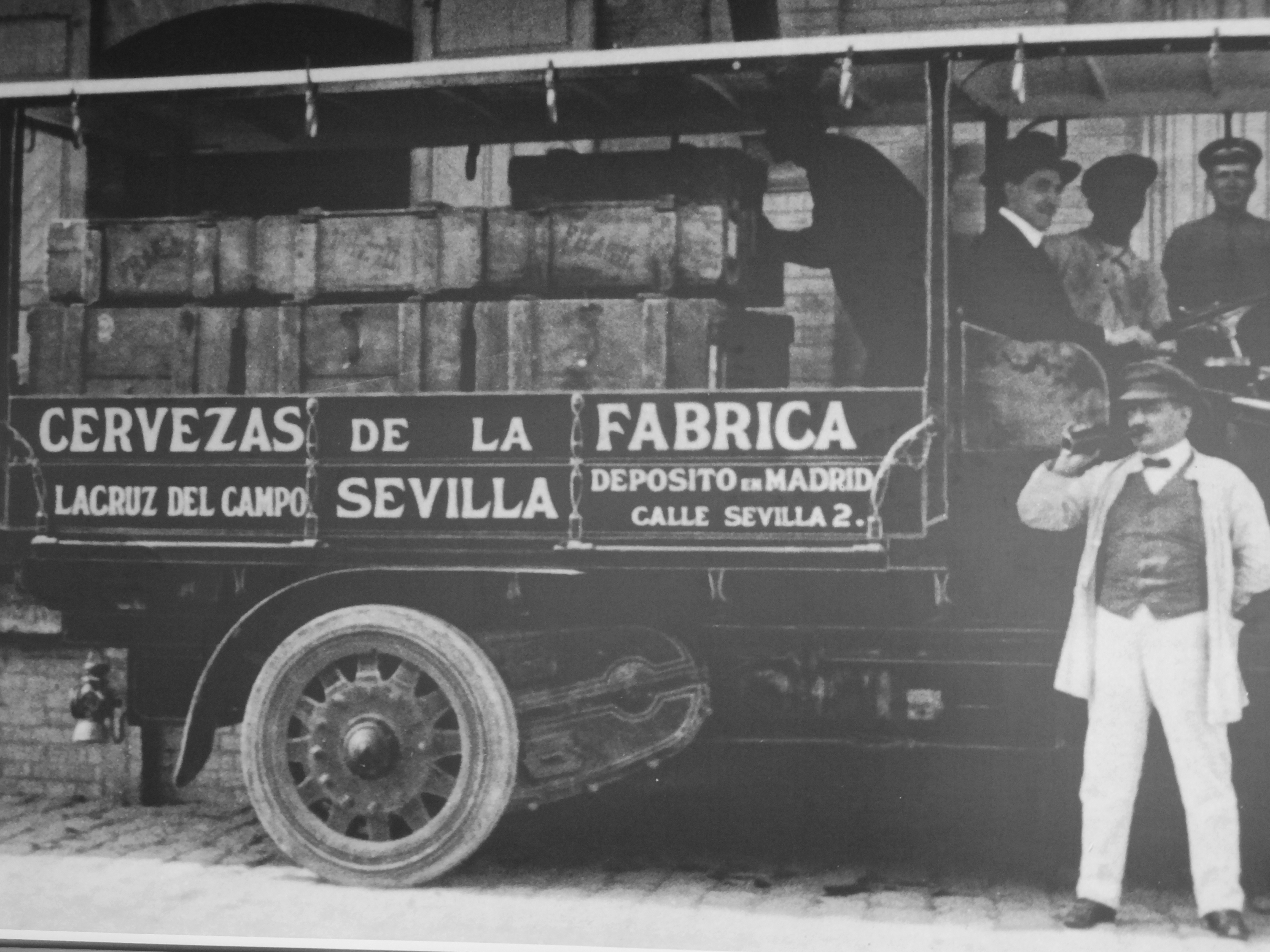
Cruzcampo Klassiker Schwarz und weiß von einem Bier-LKW in Spanien circa 1920 in Valencia, Spanien fotografiert
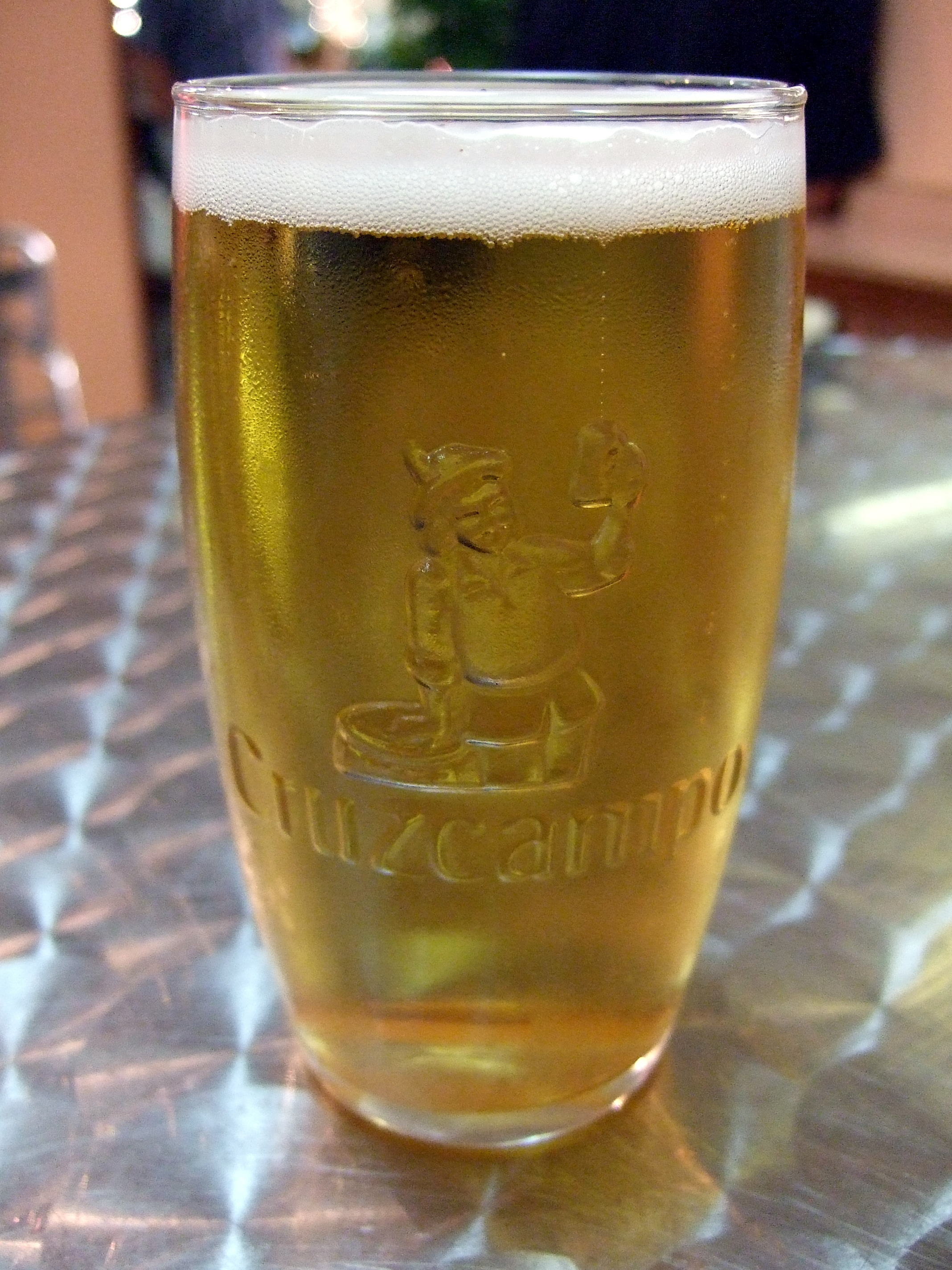
Cruzcampo im Originalglas
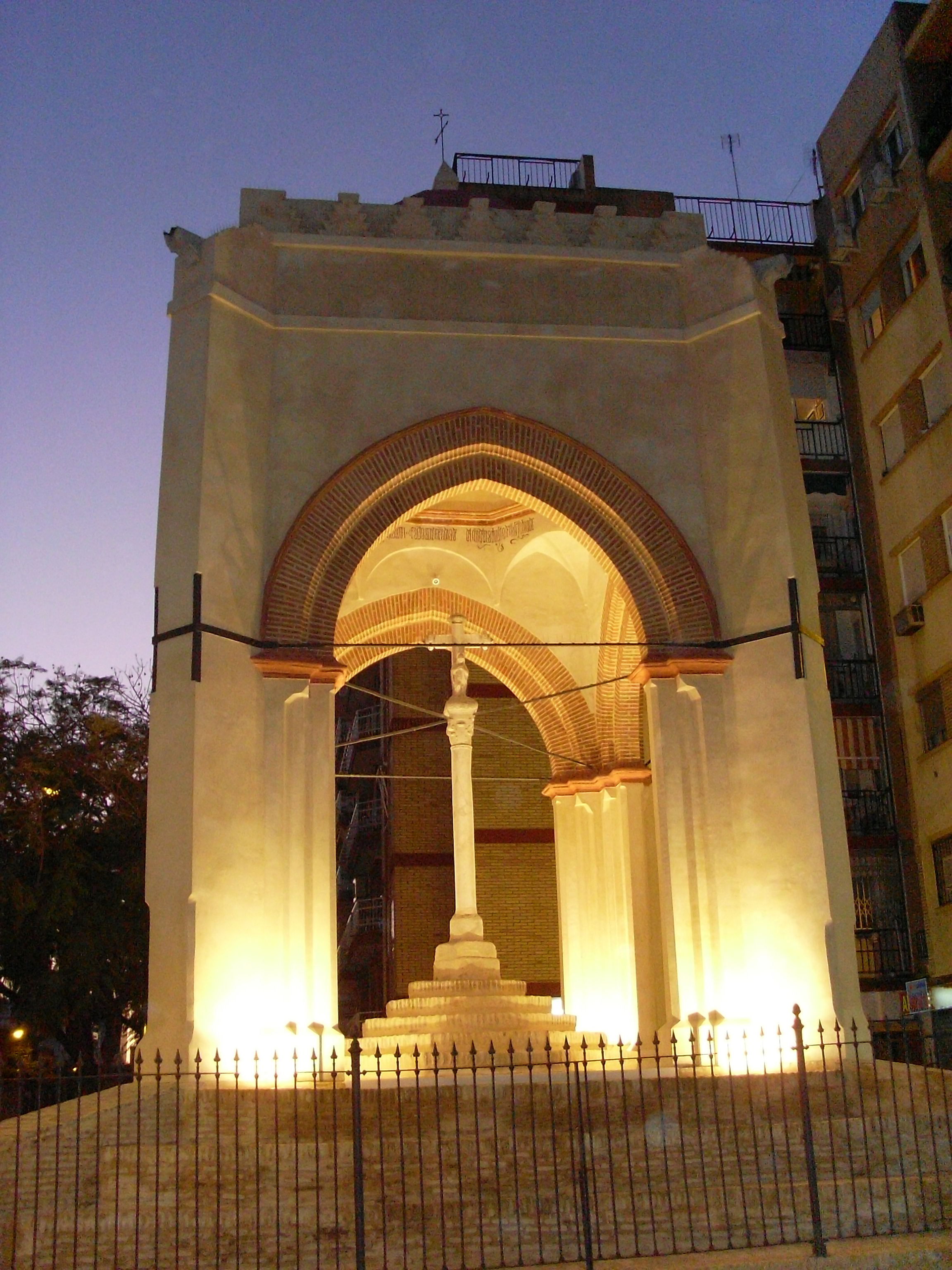
Namensspender Cruz del Campo in Sevilla
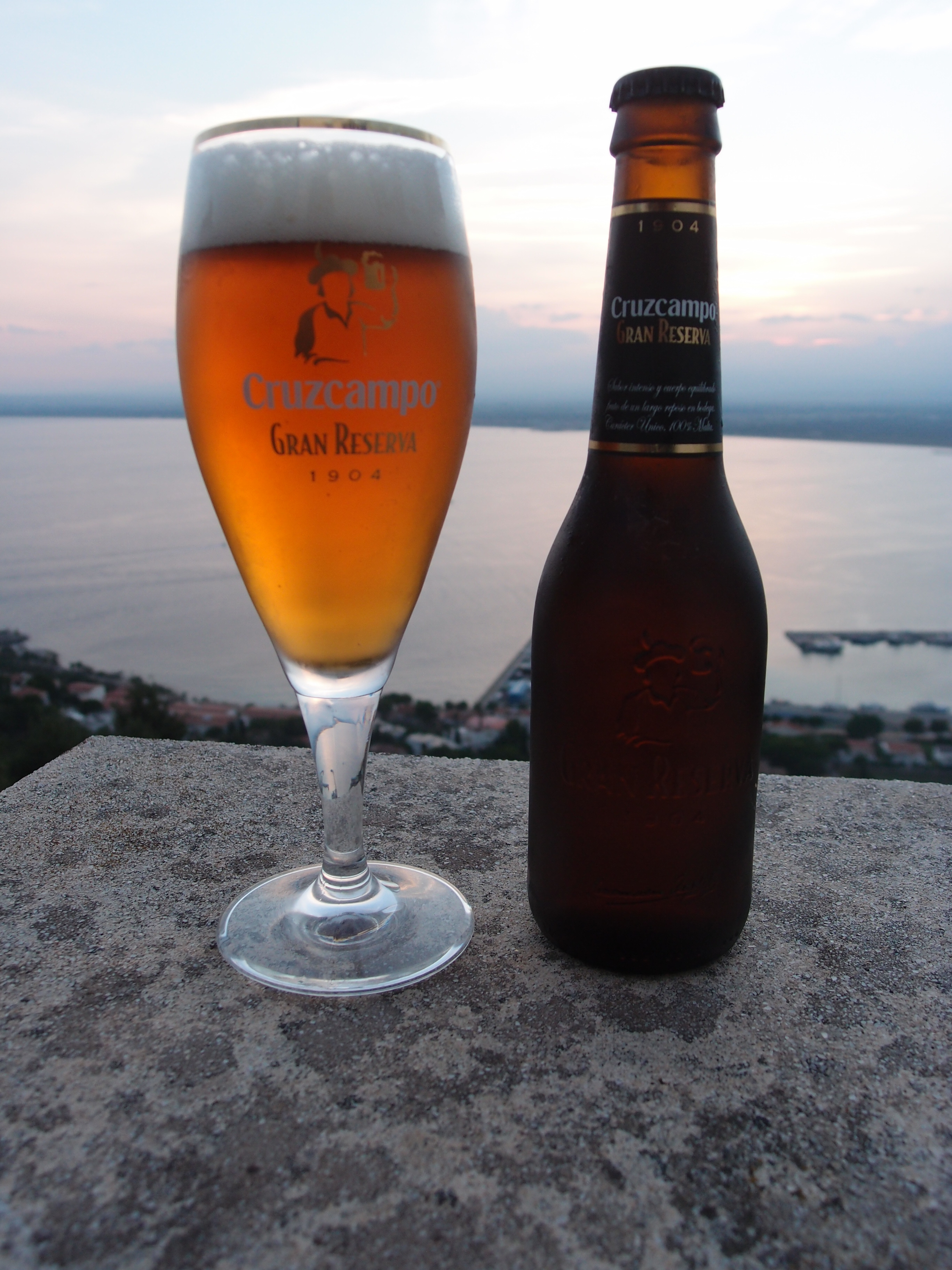
Cruzcampo Gran Reserva